# 歐洲理事會文化路徑

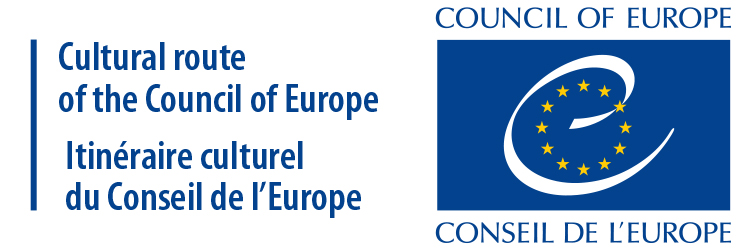
Logo Cultural Route of the Council of Europe

歐洲理事會文化路徑，簡稱歐洲文化路徑，這是一個由歐洲理事會頒發的認證，來組織宣傳歐洲共享文化、歷史及記憶。這些路徑必須符合由歐洲理事會推動的基本價值，像是民主、人權及文化旅遊框架內的跨文化交流。
歐洲文化路徑不一定是一條能夠步行的實體路徑，它可以由文化相關的利益關係人組成，像是博物館、地方政府聚集在一個統一的聯合組織中。獲得認證的歐洲文化路徑可以帶來更大的可見度、利益關係人網絡甚至是資金。 該計劃由歐洲理事會而非歐盟發起，儘管它對歐盟也有所貢獻。 因此，該計劃超越了歐盟的範圍，甚至超越了歐洲一般的範圍 - 因為一些路徑延伸至北非或中東。 
該計劃於1987年由歐洲理事會啟動。自1998年以來，該計劃的基地位於盧森堡的「歐洲文化路徑中心」。自2010年起，評估和認證頒發過程由「文化路徑擴大部分協議(EPA)」管理。 
截至2022年，已有48條文化路徑獲得認證，如下所列。   

## 發展背景
歐洲文化路徑是由歐洲理事會實施的歐洲文化整合工具，始於1954年的《歐洲文化公約》。
1987年10月23日，聖地牙哥德孔波斯特拉宣言確立了「聖地牙哥德孔波斯特拉朝聖之路」，成為第一條歐洲文化路徑。 從那時起，歐洲理事會逐漸實施對具有文化、社會或歷史意義的路徑進行認證，以促進歐洲文化和人民之間的交流。認證標準在該計劃的存在期間多次修訂，最後一次是在2013年12月進行的修訂。
1998年，根據歐洲理事會和盧森堡政府之間的政治協議，設立了歐洲文化路徑中心（EICR）。自此，EICR負責管理歐洲文化路徑計劃，確保路徑相關協會、大學網絡、歐洲理事會以及自2010年以來的EPA法定機構之間的聯繫。因此，該中心針對歐洲文化路徑的利益關係人籌辦幾次年度會議，協助認證新的文化路徑，每三年評估已認證的路徑，或是推廣文化路徑。
2010年12月，歐洲理事會部長委員會通過了一項決議，建立了「歐洲文化路徑擴大部分協議（EPA）」。該協議旨在使該計劃的資金和組織更加方便。EPA總部設在EICR，定期召集對該計劃感興趣的一些國家的代表，他們有權認證新的文化路徑，以及評估已經認證的路徑。 

## 歐洲文化路徑列表
以下為歐洲文化路徑的列表，並依照認證時間排序： 
1. 聖雅各之路 (Santiago de Compostela Pilgrim Routes, 1987)
2. 漢薩之路(The Hansa, 1991)
3. 維京之路(Viking Route, 1993)
4. 法蘭肯之路（英语：Via Francigena）(Via francigena, 1994)
5. 安達露西遺產之路(Routes of El legado andalusi, 1997)
6. 腓尼基人之路(Phoenicians’ Route, 2003)
7. 皮裡牛斯山鐵之路(Iron Route in the Pyrenees, 2003)
8. 歐洲莫札特之路(European Mozart Ways, 2004)
9. 歐洲猶太遺產之路(European Route of Jewish Heritage, 2004)
10. 聖馬丁漫遊之路(Saint Martin of Tours Route, 2005)
11. 歐洲班乃迪克修道院克魯尼亞遺跡(Cluniac Sites in Europe, 2005)
12. 橄欖樹之路(Routes of the Olive Tree, 2005)
13. 統治者之路（英语：Via Regia）(VIA REGIA, 2005)
14. 羅曼式之路(TRANSROMANICA, 2007)
15. 葡萄酒之路(Iter Vitis Route, 2009)
16. 歐洲西妥教團修道院之路(European Route of Cistercian Abbeys, 2010)
17. 歐洲公墓之路(European Cemeteries Route, 2010)
18. 史前岩壁藝術之路(Prehistoric Rock Art Trails, 2010)
19. 歐洲溫泉鎮之路(European Route of Historic Thermal Towns, 2010)
20. 聖歐拉夫之路(Route of Saint Olav Ways, 2010)
21. 歐洲陶器之路(European Route of Ceramics, 2012)
22. 歐洲巨石文化之路(European Route of Megalithic Culture, 2013)
23. 雨格諾教徒和華爾多教派之路(Huguenot and Waldensian Trail, 2013)
24. 20世紀獨裁政權建築(ATRIUM, 2014)
25. 歐洲新潮派藝術網絡(Réseau Art Nouveau Network, 2014)
26. 哈布茲堡(Via Habsburg, 2014)
27. 羅馬皇帝與多瑙河葡萄酒(Roman Emperors and Danube Wine Route, 2015)
28. 神聖羅馬帝國查理五世歐洲之路(European Routes of Emperor Charles V, 2015)
29. 拿破崙之路(Destination Napoleon, 2015)
30. 羅勃史蒂文生足跡之路(In the Footsteps of Robert Louis Stevenson, 2015)
31. 法德比盧四國防禦堡壘之路(Fortified Towns of the Grande Region, 2016)
32. 印象主義之路(Impressionnisms Routes, 2018)
33. 查裡曼之路(Via Charlemagne, 2018)
34. 歐洲工業遺產路徑(European Route of Industrial Heritage, 2019)
35. 鐵幕之路(Iron Curtain Trail, 2019)
36. 柯比意建築之路(Le Corbusier Destinations: Architectural Promenades, 2019 )
37. 解放歐洲之路(Liberation Route Europe, 2019)
38. 宗教改革之路(Routes of Reformation, 2019)
39. 歐洲歷史花園之路(European Route of Historic Gardens, 2020)
40. 羅密歐·日爾曼尼卡之路(Via Romea Germanica, 2020)
41. 艾尼亞斯之路(Aeneas Route, 2021)
42. 阿爾瓦爾·阿爾托之路(Alvar Aalto Route, 2021)
43. 西里爾與美多德之路(Cyril and Methodius Route, 2021)
44. 達太安之路(European Route d'Artagnan, 2021)
45. 多瑙河鐵器時代路線(Iron Age Danube Route, 2021)
46. 歷史咖啡之路(Historic Cafés Route, 2022)
47. 歐洲童話之路(European Fairy Tale Route, 2022)
48. 女作家之路(Women Writers Route, 2022)

## 外部連結
- Cultural Routes on the Council of Europe website （页面存档备份，存于）
- Cultural Routes on the Council of Europe website (archived in 2017)
- Cultural Corridors of South East Europe: European Cultural Routes （页面存档备份，存于） - Info and maps of most of the routes